# György Klösz
Dans le nom hongrois Klösz György, le nom de famille précède le prénom, mais cet article utilise l’ordre habituel en français György Klösz, où le prénom précède le nom.
György Klösz (Darmstadt, 15 novembre 1844 - Budapest, 4 juillet 1913) est un photographe hongrois.

## Galerie

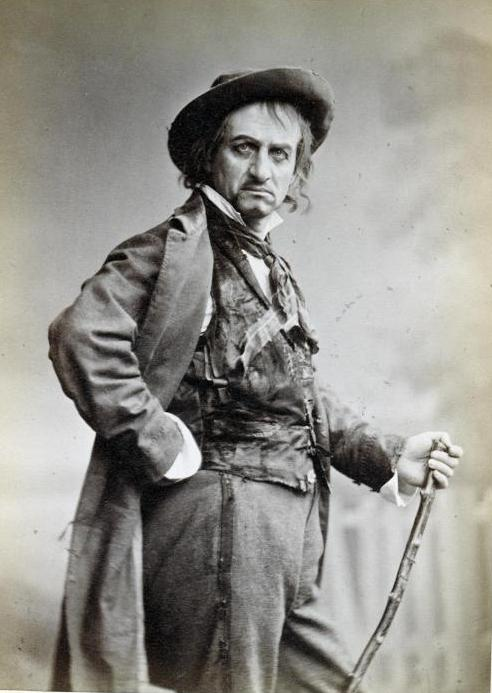
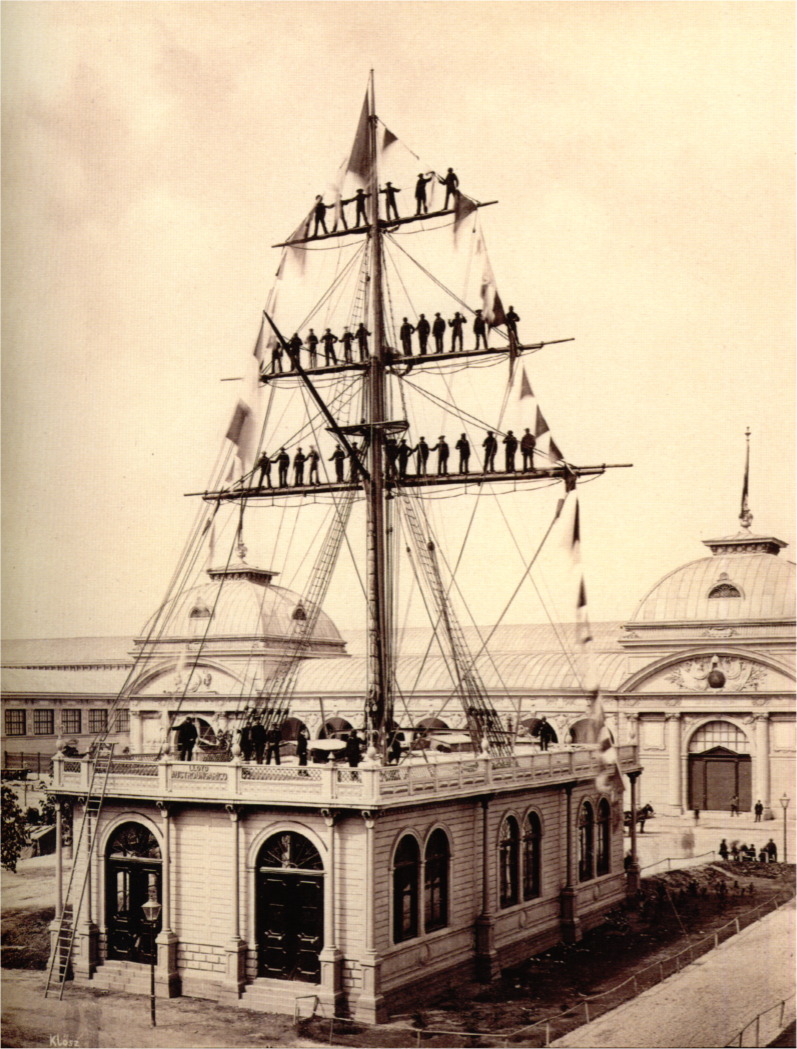
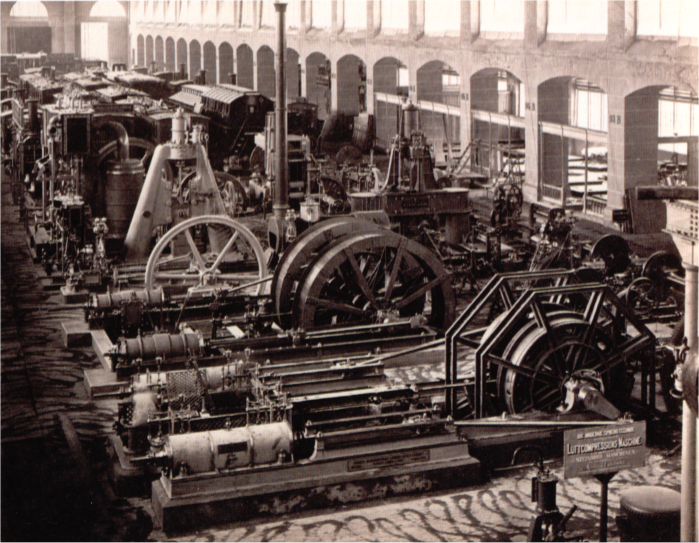
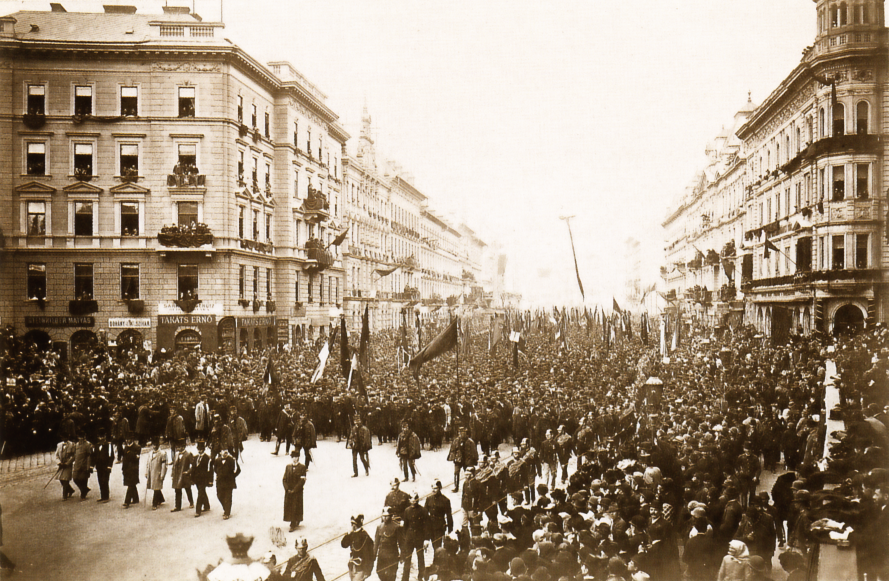
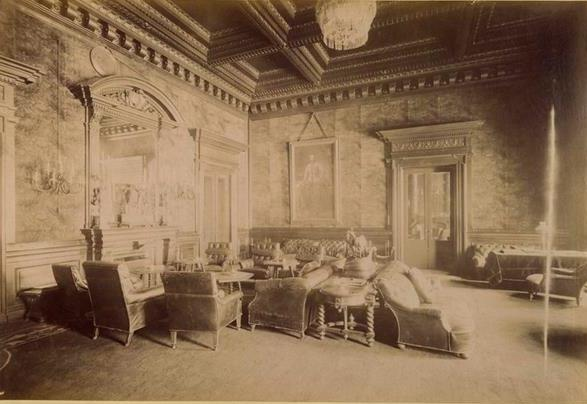
Grand salon du Casino National (1890)